# Maciej Kreczmer
Maciej Kreczmer, né le 4 avril 1981 à Rajcza, est un fondeur polonais.

## Biographie
Membre du club LKS Poroniec Poronin, il fait ses débuts internationaux aux Championnats du monde junior, disputant la compétition en 1999, 2000 et 2001.
En décembre 2002, il marque ses premiers points en Coupe du monde avec une 21e place au sprint classique de Cogne. Quelques semaines plus tard, il honore sa première sélection pour des championnats du monde à Val di Fiemme. 
Kreczmer enregistre son meilleur résultat individuel dans l'élite en février 2004 au sprint de Trondheim, avec une dixième place, performance qu'il égale en mars 2007 au sprint de Stockholm. Entre-temps, il  prend notamment la 17e place du sprint aux Championnats du monde 2005, à Oberstdorf et la cinquième place au sprint par équipes aux Championnats du monde 2007, à Sapporo. Cinquième est aussi sa meilleure performance dans un sprint par équipes en Coupe du monde à Canmore en fin d'année 2005.
Aux Jeux olympiques, il compte trois participations en 2006 à Turin, 2010 à Vancouver et 2014 à Sotchi, obtenant comme meilleurs résultats une septième place en sprint par équipes en 2006 et une 25e place sur le sprint classique en 2010.
Kreczmer fait ses adieux à la compétition au niveau mondial après les Championnats du monde 2015, où il est notamment huitième du sprint par équipes.

## Palmarès

### Jeux olympiques d'hiver
| Épreuve / Édition     | Épreuve / Édition     | Turin 2006                       | Vancouver 2010                   | Sotchi 2014                      |
| Sprint par équipes    | Sprint par équipes    | 7e                               | 12e                              | 15e                              |
| Sprint Libre          | Sprint Libre          | 33e                              | Épreuve inexistante à cette date |                                  |
| Sprint Classique      | Sprint Classique      | Épreuve inexistante à cette date | 25e                              | Épreuve inexistante à cette date |
| 15 km Libre           | 15 km Libre           | Épreuve inexistante à cette date | 66e                              | Épreuve inexistante à cette date |
| 15 km Classique       | 15 km Classique       |                                  | Épreuve inexistante à cette date | 29e                              |
| Poursuite / Skiathlon | Poursuite / Skiathlon |                                  |                                  | 28e                              |
| Relais 4 × 10 km      | Relais 4 × 10 km      |                                  |                                  | 15e                              |

### Championnats du monde
| Épreuve / Édition           | Sprint                           | Sprint                           | 15 km                            | 15 km                            | Poursuite / Skiathlon 2 × 15 km | 50 km | Relais | Relais    |
| Épreuve / Édition           | libre                            | classique                        | libre                            | classique                        | Poursuite / Skiathlon 2 × 15 km | 50 km | Sprint | 4 × 10 km |
| Mondiaux 2003 val di Fiemme | 36e                              | Épreuve inexistante à cette date | Épreuve inexistante à cette date | 61e                              | —                               | —     | —      | —         |
| Mondiaux 2005 Oberstdorf    | Épreuve inexistante à cette date | 17e                              | 40e                              | Épreuve inexistante à cette date | —                               | —     | 13e    | —         |
| Mondiaux 2007 Sapporo       | Épreuve inexistante à cette date | 28e                              | 83e                              | Épreuve inexistante à cette date | —                               | —     | 5e     | —         |
| Mondiaux 2009 Liberec       | 50e                              | Épreuve inexistante à cette date | Épreuve inexistante à cette date | 40e                              | —                               | —     | 14e    | —         |
| Mondiaux 2011 Oslo          | 49e                              | Épreuve inexistante à cette date | Épreuve inexistante à cette date | 55e                              | —                               | —     | 18e    | —         |
| Mondiaux 2013 val di Fiemme | Épreuve inexistante à cette date | 32e                              | 36e                              | Épreuve inexistante à cette date | —                               | —     | 12e    | 16e       |
| Mondiaux 2015 Falun         | Épreuve inexistante à cette date | 37e                              | 42e                              | Épreuve inexistante à cette date | —                               | -     | 8e     | 15e       |

Légende :
- : pas d'épreuve
- — : non disputée par Kreczmer

### Coupe du monde
- Meilleur classement général : 87e en 2004.
- Meilleur résultat individuel : 10e.

#### Classements en Coupe du monde
| Année     | Classement général final | Classement distance | Classement sprint |
| 2002-2003 | 109e                     |                     | 57e               |
| 2003-2004 | 87e                      |                     | 41e               |
| 2004-2005 | 136e                     |                     | 70e               |
| 2005-2006 | 103e                     | 81e                 | 58e               |
| 2006-2007 | 92e                      | 105e                | 46e               |
| 2008-2009 | 161e                     | 115e                | 88e               |
| 2009-2010 | 110e                     | 111e                | 63e               |
| 2010-2011 | 165e                     |                     | 103e              |
| 2012-2013 | 122e                     | 78e                 |                   |
| 2013-2014 | 160e                     | 103e                |                   |